# Cirrus spissatus
Cirrus spissatus sau Cirrus densus și Cirrus nothus este o specie de nor cirrus. Norii sunt cei mai înalți dintre principalele genuri de nori, iar uneori pot apărea chiar și în stratosfera inferioară. Trăsăturile caracteristice ale norilor cirrus sunt fire fine sau șuvițe de cristale de gheață, în general albe, dar care par gri atunci când sunt dense și privite în contralumină. Nu există precipitații la sol. De asemenea, prezintă frecvent fenomene optice.
Cirrus spissatus este un cirrus dens care ascunde parțial sau complet soarele (sau luna) și care apare de culoare gri închis atunci când este văzut în contralumină. Deși apare în diverse circumstanțe, se întâlnește în special în partea inferioară a norilor cumulonimbus.
Precipitațiile sunt probabile în decurs de 15 până la 25 de ore dacă vânturile sunt constante dinspre NE E spre S, sau mai devreme dacă vânturile sunt din SE spre S. Alte vânturi aduc un cer acoperit.
O varietate de nori este cirrus spissatus intortus, este uneori descrisă ca având aspectul unor „mănunchiuri încâlcite” de nori cirrus. Când sunt privite spre soare, petele mai dense au adesea baze gri.